# Chandrayaan-2
Chandrayaan-2 är Indiens andra rymdfarkost efter Chandrayaan-1 för utforskning av månen. Den är utvecklad av den indiska rymdforskningsorganisationen (ISRO) och sköts upp med en GSLV Mk III-raket från Satish Dhawan Space Centre, den 22 juli 2019. Den innehåller en månfarkost, landare och månrobot, allt utvecklat av Indien.
Enligt ISRO kommer detta uppdrag att använda och testa olika nya tekniker och genomföra nya experiment. Roboten kommer att förflyttas på månytan och utföra kemisk analys på plats. Datan kommer att vidarebefordras till jorden genom Chandrayaan-2-rymdsonden.
Rymdsonden gick in i omloppsbana runt månen den 20 augusti 2019. Strax före landningen förlorade man kontakten med landaren.

## 14 juli 2019
Ett försök att skjuta upp rymdsonden gjordes den 14 juli 2019. Uppskjutningen ställdes då in på grund av tekniska problem.  

## Landningsförsök
Den 6 september 2019 inledes landningen. Dock förlorade man kontakten med landaren, strax före den planerade landningen. Då kontakten bröts påstod farkostens radar att den befann sig på en höjd av 2,1 kilometer över månens yta.